# Boletina differens
Boletina differens är en tvåvingeart som beskrevs av Garrett 1924. Boletina differens ingår i släktet Boletina och familjen svampmyggor.
Artens utbredningsområde är British Columbia. Inga underarter finns listade i Catalogue of Life.